# Andréa Kakou N'Guessan
Pour les articles homonymes, voir Kakou (homonymie).
Andréa Kakou N'Guessan (née à Yamoussoukro en Côte d'Ivoire), est une reine de beauté ivoirienne, élue Miss Côte d'Ivoire 2015,,.

## Biographie
Élue miss model of world africa 2014.
Élue miss yamoussokro 2015 (region du belier).
Élue miss Cote d'ivoire 2015